# Веселе осамдесете
Веселе осамдесете (That '80s Show) је име телевизијске серије ТВ станице Фокс Нетворк, чија је тема животи групе младих људи из Сан Дијега, смештена отприлике око 1984. Она је била спин-оф много успешније серије Веселе седамдесете. Упркос томе, или можда баш збот тога, што је делила сличну формулу са претходником - типични млади људи који живе своје свакодневне животе у протеклој деценији - Веселе осамдесете нису успеле да привуку ширу публику и Фокс ју је укинуо након 13 епизода. Серија је премијерно приказана 23. јануара 2002, а њена последња епизода је емитована 29. маја 2002.

## О серији
Серија је смештена у деценију у којој је Роналд Реган биран два пута, свет је још увек оплакивао Џона Ленона и радовао се венчању принца Чарлса и принцезе Дајане, телевизијом је владала Династија, музичком сценом нови талас, а од технологије су се појављивале кабловска телевизија, кућни рачунари и синтисајзери.
Серија се разликује од Веселих седамдесетих јер је била пародија која је користила познате стереотипе за ликове и прати оно што би се могло описати као типична породица из 1980-их. Главни ликови серије Кори Хауард (Глен Хауертон) и Кејти Хауард (Тинсли Грајмс) живе са својим разведеним оцем Ар Тијем (Џеф Пирсон) и Коријевим најбољим другом Роџер Парк (Еди Шин). Кори је креативна душа који покушава да успе у свету музике у деценији која цени само финансијски успех. Иако је његов отац успешан послован човек, Кори сазнаје да је тешко успети. Са друге стране, Коријев пријатељ Роџер се диви Роналду Регану и слуша касете за мотивацију док покушава да пронађе свој пут у корпорацијску Америку. Дом заокружује Коријева млађа сестра Кејти, наивна девојка опседнута куповином која је напустила студије и чији шарм је чини савршеном да буде између свог оца и брата.
Ту су још Коријева бивша девојка Софија (Бритни Данијел), амбициозна девојка која би све урадила да дође до свог циља; Маргарет (Маргарет Смит), Коријева шефица у продавници грамофонских плоча; Јун Уторак (Чилер Ли), Коријева панк рок колегиница и нова девојка и Овен (Џош Братен), припадник америчке ратне морнарице и Кејтин момак.
Музика игра велику улогу у Веселим осамдесетим; у серији су чује многе песме извођача из осамдесетих попут Претендерса, Елвиса Костела и Мајкла Џексона.

## Занимљивости
- Главни ликови Веселих осамдесетих и Веселих седамдесетих (Кори Хауард и Ерик Формен) су рођаци.